# Lauren Underwood
Lauren Ashley Underwood (Mayfield Heights, 4 ottobre 1986) è una politica statunitense, membro della Camera dei Rappresentanti per lo stato dell'Illinois dal 2019.

## Biografia
Nata nell'Ohio, si trasferì con i familiari a Naperville all'età di tre anni. Dopo aver ricevuto diagnosi di tachicardia sopraventricolare da adolescente, decise di studiare come infermiera all'Università del Michigan e conseguì un Master of Public Health presso l'Università Johns Hopkins. Dopo gli studi divenne infermiera registrata e lavorò presso Next Level Health come direttore anziano per le questioni strategiche e normative, oltre ad insegnare presso l'Università di Georgetown.
Politicamente attiva con il Partito Democratico, la Underwood fu consulente sanitario del Presidente Obama e successivamente lavorò come consigliere anziano del Segretario della salute e dei servizi umani Kathleen Sebelius.
Nel 2018 si candidò alla Camera dei Rappresentanti contro il deputato repubblicano in carica da otto anni Randy Hultgren, ottenendo il sostegno pubblico di Obama e di Joe Biden. La campagna elettorale condotta dalla Underwood fu incentrata sul tema dell'assistenza sanitaria e benché la donna non risultasse favorita, riuscì a sconfiggere Hultgren, divenendo la prima donna e la prima persona afroamericana a rappresentare quel distretto al Congresso.
Ideologicamente Lauren Underwood si configura come una democratica progressista.